# Cronologia da temporada de furacões no Atlântico de 2009
Abaixo está a cronologia da temporada de furacões no Atlântico de 2009, documentando todas as formações de tempestade, incluindo as transformações (fortalecimento, enfraquecimento, dissipação, transição para extratropical). Também é documentado aqui o momento em que uma tempestade atinge terras emersas. A temporada de furacões no Atlântico de 2009 oficialmente começou em 1 de Junho de 2009 e terminará em 30 de Novembro, embora a depressão tropical Um tenha se formado ligeiramente antes do começo oficial da temporada, em 28 de maio.
O gráfico abaixo indica de forma clara a intensidade e a duração de cada tempestade em relação à temporada.

## Maio
28 de maio
- 15:00 (UTC): A depressão tropical Um forma-se a 500 km a sul de Providence, Estados Unidos.

30 de maio
- 21:00 (UTC): A depressão tropical Um torna-se extratropical e o NHC emite seu aviso final sobre o sistema.

## Agosto
11 de agosto
- 06:00 (UTC): Forma-se a oeste de Cabo Verde a depressão tropical Dois.

13 de agosto
- 18:00 (UTC): A depressão troipical Dois degenera-se para uma área de baixa pressão remanescente e o NHC emite o último aviso sobre o sistema.

15 de agosto
- 04:30 (UTC): O sistema remanescente associado a depressão tropical Dois regeneram-se ao no Atlântico Tropical Central.
- 09:00 (UTC): A depressão tropical Dois intensifica-se para a tempestade tropical Ana.
- 15:00 (UTC): A depressão tropical Três forma-se a cerca de 1.190 km a oeste-sudoeste do arquipélago de Cabo Verde.
- 21:00 (UTC): A depressão tropical Três fortalece-se para a tempetade tropical Bill.

16 de agosto
- 09:00 (UTC): Forma-se no Golfo do México, a cerca de 140 km a oeste-sudoeste de Tampa, Flórida, a depressão tropical Quatro.
- 16:15 (UTC): A depressão tropical Quatro intensifica-se para a tempestade tropical Claudette.

- 21:00 (UTC): A tempestade tropical Ana enfraquece-se para a depressão tropical Ana.

17 de agosto
- 05:10 (UTC): A tempestade tropical Claudette faz landfall no extremo leste da Ilha Santa Rosa, Flórida, com ventos máximos sustentados de 85 km/h.
- 09:00 (UTC): A tempestade tropical Bill fortalece-se para um furacão de categoria 1 na escala de furacões de Saffir-Simpson, o primeiro da temporada.
- 09:00 (UTC): A depressão tropical Ana faz landfall em Dominica.
- 11:00 (UTC): A tempestade tropical Claudette enfraquece-se para uma depressão tropical, e o NHC emite seu aviso final sobre o sistema.
- 21:00 (UTC): A depressão tropical Ana degenera-se para uma área de baixa pressão remanescente e o NHC emite seu aviso final sobre o sistema.

18 de agosto
- 03:00 (UTC): O furacão Bill fortalece-se para um furacão de categoria 2.

19 de agosto
- 00:30 (UTC): O furacão Bill fortalece-se para um furacão de categoria 3 e se torna o primeiro grande furacão da temporada.
- 09:00 (UTC): O furacão Bill fortalece-se para um furacão de categoria 4.

20 de agosto
- 12:00 (UTC): O furacão Bill enfraquece-se para um furacão de categoria 3.

21 de agosto
- 18:00 (UTC): O furacão Bill enfraquece-se para um furacão de categoria 2.

22 de agosto
- 21:00 (UTC): O furacão Bill enfraquece-se para um furacão de categoria 1.

24 de agosto
- 04:00 (UTC): O Furacão Bill faz landfall em Point Rosie, na península de Burin, Terra Nova, Canadá.
- 06:00 (UTC): O furacão Bill se torna um ciclone extratropical assim que se enfraquece para uma tempestade tropical, e o NHC emite seu aviso final sobre o sistema.

26 de agosto
- 15:00 (UTC): Forma-se, a cerca de 715 km a leste de Nassau, Bahamas, a tempestade tropical Danny.

29 de agosto
- 09:00 (UTC): A tempestade tropical Danny é absorvida por um sistema frontal e se degenera para uma área de baixa pressão remanescente, e o NHC emite seu aviso final sobre Danny.

## Setembro
1 de setembro
- 21:00 (UTC): Forma-se cerca de 625 km a leste das ilhas de Sotavento das Pequenas Antilhas a tempestade tropical Erika.

2 de setembro
- 18:00 (UTC): A tempestade tropical Erika faz landfall em Guadalupe, e se enfraquece para uma depressão tropical.

3 de setembro
- 18:00 (UTC): A depressão tropical Erika se degenera para uma baixa pressão remanescente.

7 de setembro
- 21:00 (UTC): Forma-se a cerca de 255 km a sul do arquipélago de Cabo Verde a depressão tropical Sete.

8 de setembro
- 00:00 (UTC): A depressão tropical Sete intensifica-se para a tempestade tropical Fred.

9 de setembro
- 03:00 (UTC): A tempestade tropical Fred intensifica-se para um furacão.
- 09:00 (UTC): O furacão Fred intensifica-se para um furacão de categoria 2.
- 15:00 (UTC): O furacão fred fortalece-se para um grande furacão ao alcançar a intensidade de um furacão de categoria 3.

10 de setembro
- 03:00 (UTC): O furacão Fred enfraquece-se para um furacão de categoria 2.
- 21:00 (UTC): O furacão Fred enfraquece-se para um furacão de categoria 1.

11 de setembro
- 21:00 (UTC): O furacão Fred enfraquece-se para uma tempestade tropical.

13 de setembro
- 00:00 (UTC): A tempestade tropical Fred degenera-se para uma área de baixa pressão remanescente assim que enfraquece-se para uma depressão tropical.

25 de setembro
- 21:00 (UTC): Forma-se a cerca de 815 km a oeste do arquipélago de Cabo Verde a depressão tropical Oito.

26 de setembro
- 21:00 (UTC): A depressão tropical Oito se degenera para uma área de baixa pressão remanescente.

## Outubro
4 de outubro
- 03:00 (UTC): Forma-se a nordeste dos Açores a tempestade tropical Grace.[37]

5 de outubro
- 03:00 (UTC): A tempestade tropical Grace é absorvida por uma frente fria perto da Irlanda.[38]

6 de outubro
- 19:15 (UTC): Forma-se a nordeste das Pequenas Antilhas a tempestade tropical Henri.[39]

7 de outubro
- 03:00 (UTC): Henri enfraquece-se para uma depressão tropical.[40]

8 de outubro
- 21:00 (UTC): Henri degenera-se para uma área de baixa pressão remanescente.[41]

## Novembro
4 de novembro
- 15:00 (UTC): Forma-se ao largo da costa da Nicarágua a depressão tropical Onze-L.[42]
- 21:00 (UTC): A depressão tropical Onze-L intensifica-se para a tempestade tropical Ida.[43]

5 de novembro
- 12:00 (UTC): A tempestade tropical Ida intensifica-se para um furacão.[44]
- 13:00 (UTC): O furacão Ida faz o seu primeiro landfall perto de Tasbapauni, Nicarágua com ventos de até 120 km/h.[45]
- 18:00 (UTC): O furacão Ida enfraquece-se para uma tempestade tropical.[46]
- 21:00 (UTC): A tempestade tropical Ida enfraquece-se para uma depressão tropical.[47]

6 de novembro
- 21:00 (UTC): A depressão tropical Ida volta a seguir sobre o mar do Caribe.

7 de novembro
- 09:00 (UTC): A depressão tropical Ida volta a se intensificar para uma tempestade tropical.[48]

8 de novembro
- 04:15 (UTC): A tempestade tropical Ida volta a se intensificar para um furacão.[49]
- 18:00 (UTC): O furacão Ida intensifica-se para um furacão de categoria 2.[50]

9 de novembro
- 09:00 (UTC): O furacão Ida enfraquece-se para um furacão de categoria 1.
- 15:00 (UTC): O furacão Ida enfraquece-se para uma tempestade tropical.[51]

10 de novembro
- 11:40 (UTC): A tempestade tropical Ida faz o seu segundo landfall em Dauphin Island, Alabama, com ventos de até 75 km/h.
- 12:50 (UTC): A tempestade tropical Ida faz o seu terceiro landfall perto de Bon Secour, Alabama com ventos de até 75 km/h
- 15:00 (UTC): A tempestade tropical Ida torna-se um ciclone extratropical no interior do Alabama, e o NHC emite seu aviso final sobre o sistema.[52]